# P3HT
On appelle P3HT — poly(3-hexylthiophène), voire poly(3-hexylthiophène-2,5-diyl) — un polymère semi-conducteur de type p (donneur d'électrons). Structurellement, il appartient aux polythiophènes et est activement étudié dans le cadre de la conception de diodes électroluminescentes organiques et de cellules photovoltaïques en polymères performantes en mélangeant le P3HT avec un accepteur d'électrons pour avoir la conversion photovoltaïque, notamment avec le PCBM (matériau de type n), des nanotubes de carbone ou des nanoparticules métalliques.
La régiorégularité est un paramètre structurel déterminant des polythiophènes, qui conditionne largement leurs propriétés électroniques ; le P3HT régiorégulier est l'espèce moléculaire qui offre la meilleure mobilité des trous, et qui est donc utilisée pour réaliser des transistors à effet de champ ou des composants photovoltaïques organiques.

## Articles liés
- Cellule photovoltaïque en polymères
- Polythiophène
- PCBM – [6,6]-phényl-C61-butyrate de méthyle
- Semi-conducteur organique